# Ле-Фосса
Ле-Фосса́ (фр. Le Fossat) — коммуна во Франции, находится в регионе Юг — Пиренеи. Департамент коммуны — Арьеж. Административный центр кантона Ле-Фосса. Округ коммуны — Памье.
Код INSEE коммуны — 09124.

## Население
Население коммуны на 2008 год составляло 1010 человек.
| 1962 | 1968 | 1975 | 1982 | 1990 | 1999 | 2008 |
| ---- | ---- | ---- | ---- | ---- | ---- | ---- |
| 644  | 656  | 687  | 658  | 754  | 783  | 1010 |

## Экономика
В 2007 году среди 569 человек в трудоспособном возрасте (15—64 лет) 447 были экономически активными, 122 — неактивными (показатель активности — 78,6 %, в 1999 году было 70,6 %). Из 447 активных работали 399 человек (219 мужчин и 180 женщин), безработных было 48 (24 мужчины и 24 женщины). Среди 122 неактивных 32 человека были учениками или студентами, 42 — пенсионерами, 48 были неактивными по другим причинам.